# Црква Пресвете Богородице у Бранешцима
Црква Пресвете Богородице се налази на у близини Шаринаца и Мравице. Према писаним изворима Српске православне цркве, саграђена је 1903. године од дрвета. Освештао ју је митрополит Бањалучко-Бихаћки Евгеније 1904. године. Црква је рестаурирана и санирана. Не постоје сачуване фотографије првобитног изгледа цркве па се не зна да ли данашњи изглед цркве подсјећа на првобитни, оригинални изглед.